# Anatot
Anatot var under biblisk tid en stad som låg omkring 5 kilometer norr om Jerusalem. Staden låg i det område som beboddes av Benjamins stam. 

## Personer i Bibeln från Anatot
- Profeten Jeremia
- Ebjatar, präst.
- Abieser och Jehu, två av kung Davids krigare.